# Hendrik Elias
Hendrik Josef Elias (12. lipnja 1902. – 2. veljače 1973.), belgijski političar i flamanski nacionalist za vrijeme Drugog svjetskog rata.  

## Životopis
Političku karijeru je počeo 1930. kao tajnik Vlaams Nationale Volkspartij i zastupnik u belgijskom parlamentu za općinu Gent-Eeklo u razdoblju od 1932. do 1944. Po osnivaju Flamanske nacionalne unije 1933. pridružio se novoj stranci i ubrzo je postao vodeći pripadnik umjerene stranačke struje. Nakon njemačke invazije postavljen je za gradonačelnika Genta, iako se protivio planovima o pripajanju Flandrije Trećem Reichu i zagovarao labaviju zajednicu.  
Nakon smrti stranačkog vođe Stafa De Clercqa, 1942., Elias je preuzeo njegovu ulogu. Kao vodeći čovjek najvažnije belgijske organizacije trudio se zaustaviti regrutaciju Flamanaca u Waffen SS i raspustiti Hitlerovu mladež. Krajem rata je ipak počeo bliže surađivati s nacionalsocijalistima u strahu od jačanja komunista. 
Napredovanjem Saveznika na zapadnom bojištu, Elias je 1944. pobjegao iz Belgije u Njemačku. Nakon što su ga Francuzi uhitili izručen je Belgiji gdje je isprva osuđen na smrtnu kaznu koja je kasnije zamijenjena doživotnim zatvorom. Ipak je pušten 24. prosinca 1959. Godine 1971. objavio je životopis, Vijfentwintig Jaar Vlaamse Bewiging.